# Ngòi Thâu
Ngòi Thâu hay suối Thâu là phụ lưu của Sông Chảy. Ngòi Thâu chảy ở các huyện Quang Bình tỉnh Hà Giang và huyện Bảo Yên tỉnh Lào Cai .
Sông có chiều dài 20 km và diện tích lưu vực là 42 km² .

## Dòng chảy
Ngòi Thâu bắt nguồn từ xã Nà Khương huyện Quang Bình tỉnh Hà Giang. Tại đây thường gọi là suối Thâu .22°17′49″B 104°35′18″Đ / 22,296923°B 104,588455°Đ
Qua xã Xuân Thượng huyện Bảo Yên tỉnh Lào Cai thì đổ vào sông Chảy ở Làng Thâu .

## Chỉ dẫn
1. ↑  Trong tiếng Việt thì "Ngòi" có nghĩa là sông, suối.